# Nationale Universität Malaysia
Die Nationale Universität Malaysia (mal. Universiti Kebangsaan Malaysia, engl. National University of Malaysia) (UKM) in Bangi, Bundesstaat Selangor, ist eine staatliche Universität in Malaysia. Sie wurde 1970 gegründet und ist heute eine Research University mit über 20.000 Studenten. Das Motto der Universität lautet Ilmu Memimpin (Wissen führt). Als Unterrichtssprache wird die malaiische Sprache verwendet.

## Geschichte
Vorüberlegungen für eine eigene nationale Universität in Malaysia gab es bereits zu Beginn des 20. Jahrhunderts. Nach der Unabhängigkeit im Jahre 1957 flammte die Diskussion um eine Universität mit Malaiisch als Unterrichtssprache wieder auf. 1970 wurde deshalb die Universiti Kebangsaan Malaysia mit den drei Fakultäten für Wissenschaften, Kunst und islamische Wissenschaften gegründet.

## Organisation
Die Hochschulleitung besteht aus dem Kanzler, mehreren Prokanzlern, dem Rektor (Vice-Chancellor), dem Schatzmeister und dem Leiter der Registratur. Der Kanzler und die drei Prokanzler sind Ehrenämter und werden durch bekannte Persönlichkeiten besetzt, während das hauptamtliche Management der Universität durch den Rektor geleitet wird. Die gesamte Hochschulleitung wird durch ein Board of Directors beaufsichtigt.

### Fakultäten
- Faculty of Economics and Business
- Faculty of Pharmacy
- Faculty of Engineering and Built Environment
- Faculty of Education
- Faculty of Islamic Studies
- Faculty of Dentistry
- Faculty of Medicine
- Faculty of Science and Technology
- Faculty of Allied Health Sciences
- Faculty of Social Sciences and Humanities
- Faculty of Information Science and Technology
- Faculty of Law
- Graduate School of Business

### Forschungszentren
- Centre for Academic Advancement
- Centre for Corporate Planning & Communications
- Centre for General Studies
- Centre for Graduate Management
- Centre for Information Technology
- Centre for Publication and Printing
- Centre for Research and Innovation Management
- Centre for Students Advancement
- UKM Islamic Centre
- UKM Medical Centre

### Institute
- Fuel Cell Institute
- Inst. for Environment & Development (LESTARI)
- Inst. for Malaysian & International Studies (IKMAS)
- Institute of Ethnic Studies (KITA)
- Inst. of Microengineering & Nanoelectronics (IMEN)
- Inst. of Occidental Studies (IKON)
- Inst. of Space Science (ANGKASA)
- Inst. of Systems Biology (INBIOSIS)
- Inst. of the Malay World & Civilization (ATMA)
- Inst. of West Asian Studies (IKRAB)
- Inst. of Islam Hadhari (HADHARI)
- Medical Molecular Biology Institute (UMBI)
- Solar Energy Research Institute (SERI)
- South East Asia Disaster Prevention Research Institute (SEADPRI-UKM)

## Bekannte Absolventen
- Sheikh Muszaphar Shukor (* 1972), Arzt und erster Raumfahrer Malaysias